# Paul Rodgers
Paul Rodgers (Middlesbrough, 17 de dezembro de 1949), é um músico britânico de rock e blues. É conhecido por ter sido o lendário vocalista das bandas Free e Bad Company nos anos 60 e 70. Durante os anos 80, o cantor iniciou carreira solo, e, ao mesmo tempo formou o The Firm com o guitarrista Jimmy Page. É considerado pela revista Rolling Stone o 55º melhor cantor de todos os tempos.
Em 2005, Rodgers se juntou à Brian May e Roger Meddows-Taylor, integrantes do Queen para formar o supergrupo Queen + Paul Rodgers. O baixista John Deacon não participou da formação. O projeto rendeu dois álbuns ao vivo e o disco de estúdio The Cosmos Rocks, em 2008.
Paul Rodgers ficou conhecido por sua voz com "drive" natural (voz rasgada) e ao mesmo tempo grave em que consegue alcançar notas típicas do gênero do rock setentista com vibratos redondos. Suas influências mais marcantes para composição de seu estilo vocálico são: Otis Redding, Wilson Pickett, James Brown, John Lee Hooker, Albert King e Beatles.
Rodgers é citado como influência por vários cantores e vocalistas de rock notáveis, como David Coverdale, Richie Sambora, John Waite, Steve Overland, Lou Gramm, Jimi Jamison, Eric Martin, Steve Walsh, Joe Lynn Turner, Paul Young, Bruce Dickinson, Robin McAuley, Jimmy Barnes, Richie Kotzen e Joe Bonamassa. Freddie Mercury era um admirador de Paul.

## Discografia
Solo
- 1983: Cut Loose
- 1993: Muddy Water Blues: A Tribute to Muddy Waters
- 1993: The Hendrix Set
- 1994: Paul Rodgers and Friends: Live at Montreux
- 1996: Live: The Loreley Tapes
- 1997: Now
- 1997: Now and Live
- 2000: Electric
- 2006: Extended Versions
- 2007: Live in Glasgow
- 2010: Live at Hammersmith Apollo 2009
- 2014: The Royal Sessions
- 2023: Midnight Rose

Com a Free
- 1969: Tons of Sobs
- 1969: Free
- 1970: Fire and Water
- 1970: Highway
- 1971: Free Live!
- 1972: Free at Last
- 1973: Heartbreaker
- 1973: The Free Story
- 1991: The Best of Free

Com o Bad Company
- 1974: Bad Company
- 1975: Straight Shooter
- 1976: Run with the Pack
- 1977: Burnin' Sky
- 1979: Desolation Angels
- 1982: Rough Diamonds
- 1999: The Original Bad Company Anthology
- 2002: In Concert: Merchants of Cool
- 2010: Hard Rock Live
- 2011: Live at Wembley

Com o The Firm
- 1985: The Firm
- 1986: Mean Business
- 1984: The Firm Live at Hammersmith 1984
- 1986: Five From the Firm

Com a The Law
- The Law (1991)

Com o Queen + Paul Rodgers
- 2005: Return of the Champions
- 2006: Super Live in Japan
- 2008: The Cosmos Rocks
- 2009: Live in Ukraine